# Johann Heinrich Roos

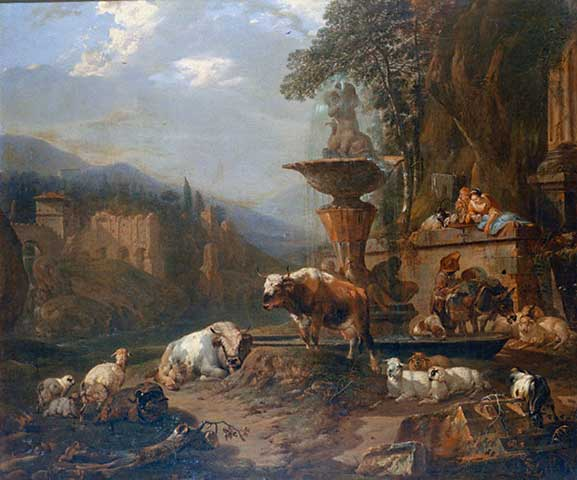
Włoski pejzaż

Johann Heinrich Roos (ur. 29 września 1631 w Otterbergu, zm. 3 października 1685 we Frankfurcie nad Menem) – niemiecki malarz i grafik barokowy. Brat malarza scen historycznych Theodora Roosa i ojciec pejzażystów Philippa Petera (Rosa di Tivoli) i Johanna Melchiora.
Rodzina Roosa wyemigrowała w czasie wojny trzydziestoletniej do Wesel, a w 1640 roku do Amsterdamu. Przyszły malarz uczył się tam kolejno u Guilliama Dujadina, Cornelisa de Bie i Barenta Graata. W latach 1650–1654 podróżował po Włoszech, później mieszkał we Frankfurcie nad Menem. Pracował m.in. dla dworów w Moguncji i Kassel, był też malarzem nadwornym Karola Ludwika Wittelsbacha w Heidelbergu (1664). Artysta miał pięcioro dzieci, czterech synów i córkę. Zmarł w wyniku oparzeń jakich doznał podczas pożaru jego domu we Frankfurcie.
Johann Heinrich Roos był wszechstronnym twórcą, malował portrety i obrazy religijne, jednak największe uznanie zyskał jako pejzażysta i twórca scen pasterskich z ruinami w tle i zwierzętami. Jego prace są licznie reprezentowane w kolekcjach europejskich i amerykańskich m.in. w Muzeum Historii Sztuki w Wiedniu, Fine Arts Museums of San Francisco, Detroit Institute of Arts, Dulwich Picture Gallery w Londynie i Minneapolis Institute of Arts.